# 窄叶竹柏
窄叶竹柏（学名：Nageia formosensis）为罗汉松科罗汉松属的植物，是台灣的特有植物。分布在台灣本島，常生长在阔叶树林中，目前尚未由人工引种栽培。